# Ascotis selenata
Ascotis selenata är en fjärilsart som beskrevs av Herrich-Schäffer 1863. Ascotis selenata ingår i släktet Ascotis och familjen mätare. Inga underarter finns listade i Catalogue of Life.